# Merenptah (príncep)
Merenptah (Mrj n Ptḥ, "el qui estima Ptah") va ser un príncep egipci de la XIX Dinastia. Era fill probablement del faraó Merenptah.
Se'l coneix per dues estàtues de Senusret I usurpades pel faraó Merenptah, trobades a Tanis i Alexandria respectivament, i per tres fragments d’estàtua trobats a Bubastis. Com que compartia nom amb el faraó Merenptah, el seu nom era similar al del príncep hereu i eventual successor, Seti Merenptah, i portava un ureu que solen portar els faraons; és possible, doncs, que qualsevol dels tres fossin la mateixa persona. Tanmateix els títols del príncep Merenptah difereixen lleugerament dels del faraó i del príncep hereu. A més, Seti Merenptah utilitzava tant els seus noms com a príncep que com a faraó. És possible que l’ús que va fer Merenptah d’un uraeus provingués de la lluita de poder entre els hereus del faraó Merenptah després de la seva mort.